# Biagio Nazzaro
Biagio Nazzaro (Torino, 3 luglio 1892 – Duppigheim, 15 luglio 1922) è stato un pilota motociclistico e pilota automobilistico italiano.

## Biografia
Nato a Torino nel 1892, era nipote del pilota Felice Nazzaro ed era soprannominato Biasin dagli sportivi e dai cronisti dell'epoca.
Proveniente da un’agiata famiglia di commercianti di legname in Corso Casale poi convertitesi all’industria automobilistica, fu dapprima podista, successivamente ciclista, motociclista e aviatore (durante la “Grande Guerra” addestrò i piloti militari italiani a Cameri), prima di subire il fascino delle quattro ruote per tradizione di famiglia. Iniziò il suo ciclo di vittorie sulle due ruote nel 1919, anno in cui vinse, su moto Della Ferrera 350cc, la cronoscalata Sassi-Superga. Ancora con la "Della Ferrera" vinse nel 1920 la Aosta-Gran S. Bernardo e il campionato italiano di velocità sul circuito di Gallarate, affermandosi anche nella Como-Brunate e nella Coppa della Consuma. Passato alla "Indian", nello stesso anno vinse la gara in salita Cernusco-Montavecchia e il Gran Premio d'Italia a Orbassano.
Nel 1921, sempre con la "Indian", fu primo assoluto e stabilì un nuovo record nel Raid Nord-Sud Milano-Napoli; primo assoluto inoltre nella Biella-Oropa, nella Coppa della Consuma, nella Susa-Moncenisio; stabilì per di più il 10 luglio a Cremona il record mondiale di velocità con 154,506 km/h e vinse il campionato italiano su pista il 16 ottobre al velodromo di Torino, alla velocità di 110 Km/h, aggiudicandosi tra l'altro il titolo di campione italiano assoluto su strada e la maglia tricolore. Partecipò anche a varie corse con la "Harley Davidson 1000" e su di essa vinse al circuito del Pino.
Passò quindi all'automobilismo, correndo per la Fiat, senza abbandonare del tutto la moto. La sua ultima vittoria motociclistica fu colta, come la prima, ancora sulla Sassi-Superga, a bordo della "Indian 1000" (30 aprile 1922). Perse la vita in un incidente durante il Gran Premio dell'Automobile Club di Francia sul circuito di Duppigheim, presso Strasburgo (gara vinta proprio dallo zio) che coinvolse anche il meccanico Felice Germano (il quale, ferito, si salvò).
Il suo funerale fu caratterizzato da un'enorme partecipazione popolare, come mai era accaduto a Torino. Il feretro, seguito e attorniato da 230.000 persone, percorse le vie del capoluogo piemontese sotto una continua pioggia di fiori, lanciati dalle case. Le orazioni funebri furono molteplici e presero la parola, tra i tanti, Giovanni Agnelli, Cesare Goria Gatti e Gustavo Verona.
È sepolto al Cimitero monumentale di Torino. Il Moto Club di Torino pose per ricordarlo una lapide nel quartiere Sassi, sulla strada di Superga all'angolo con corso Casale, tuttora visibile. Il medaglione in bronzo originario, opera dello scultore Rubino, fu rubato da ignoti nell'inverno del 1944-45. La targa ricordo fu rifatta da Stefano Borelli e reinaugurata il 20 settembre 1953. Al Motovelodromo di Corso Casale (ora "Fausto Coppi") fu invece inaugurato il 14 ottobre 1923 un busto in bronzo, ad opera dello scultore Ercole Reduzzi, tuttora visibile e restaurato nel maggio 2022. 
Nel 1923, nella ricorrenza del primo anniversario della morte, su iniziativa dell'Automobile Club di Alsazia fu inaugurato anche un monumento alla sua memoria ubicato nel punto in cui perse la vita. 
La città di Torino gli intitolò un campo automobilistico (dove si svolsero anche riunioni di motocross), nei pressi del Parco della Pellerina. In suo onore, sull’onda lunga dell’emozione popolare susseguitasi alla sua scomparsa, furono intitolate anche parecchie società sportive, quasi tutte estranee ai motori, tra cui lo "Sport Club Biagio Nazzaro", società ciclistica torinese, la società di ginnastica e scherma di Trieste, la società atletica di Tagliuno (BG) e due squadre di calcio: la “Biagio Nazzaro Riccione” e la Polisportiva Biagio Nazzaro di Chiaravalle (AN). Quest'ultima è l'unica ancora esistente, con la denominazione A.S.D. Biagio Nazzaro.